# Скупско земетресение
 Тази статия е за земетресението от 518 г..  За това от 1555 г. вижте Скопско земетресение (1555).  За това от 1963 г. вижте Скопско земетресение (1963).
Скупското земетресение е земетресение, станало в 518 година, с епицентър в Скупи, тогава в Източната римска империя.
Земетресението е споменато в хрониката на Марцелин Комес.
Земетресението разрушава напълно римския град, разположен на 4-5 km северозападно от днешно Скопие. Според запазените сведения земетресението образува земна пукнатина с дължина над 45 km и широчина до 4 m и очевидно е най-силното засвидетелствано някога в района. В резултат Скупи е изоставен и жителите му се преместват на днешното място.